# Мілуватка
Мілува́тка — село в Україні, у Сватівській міській громаді Сватівського району Луганської області.
Населення становить 2 818 осіб. Орган місцевого самоврядування — Мілуватська сільська рада.

## Історія
Мілуватка була заснована 1702 року. 
За легендою, засновниками села були козаки Андрій Катрухін та Іван Бугайов.

## Походження назви
Церковний історик Філарет в «Історико-статистичному описі Харківської єпархії» стосовно походження назви села писав:

…стоїть на високому березі річки Красної і на крейдяному (рос. меловом) бродові її, тому й назване Мілуваткою.

## Населення

### Мова
Розподіл населення за рідною мовою за даними перепису 2001 року:
| Мова            | Кількість | Відсоток |
| --------------- | --------- | -------- |
| українська      | 2674      | 94.89%   |
| російська       | 137       | 4.86%    |
| білоруська      | 4         | 0.14%    |
| румунська       | 1         | 0.04%    |
| інші/не вказали | 2         | 0.07%    |
| Усього          | 2818      | 100%     |

## Релігія

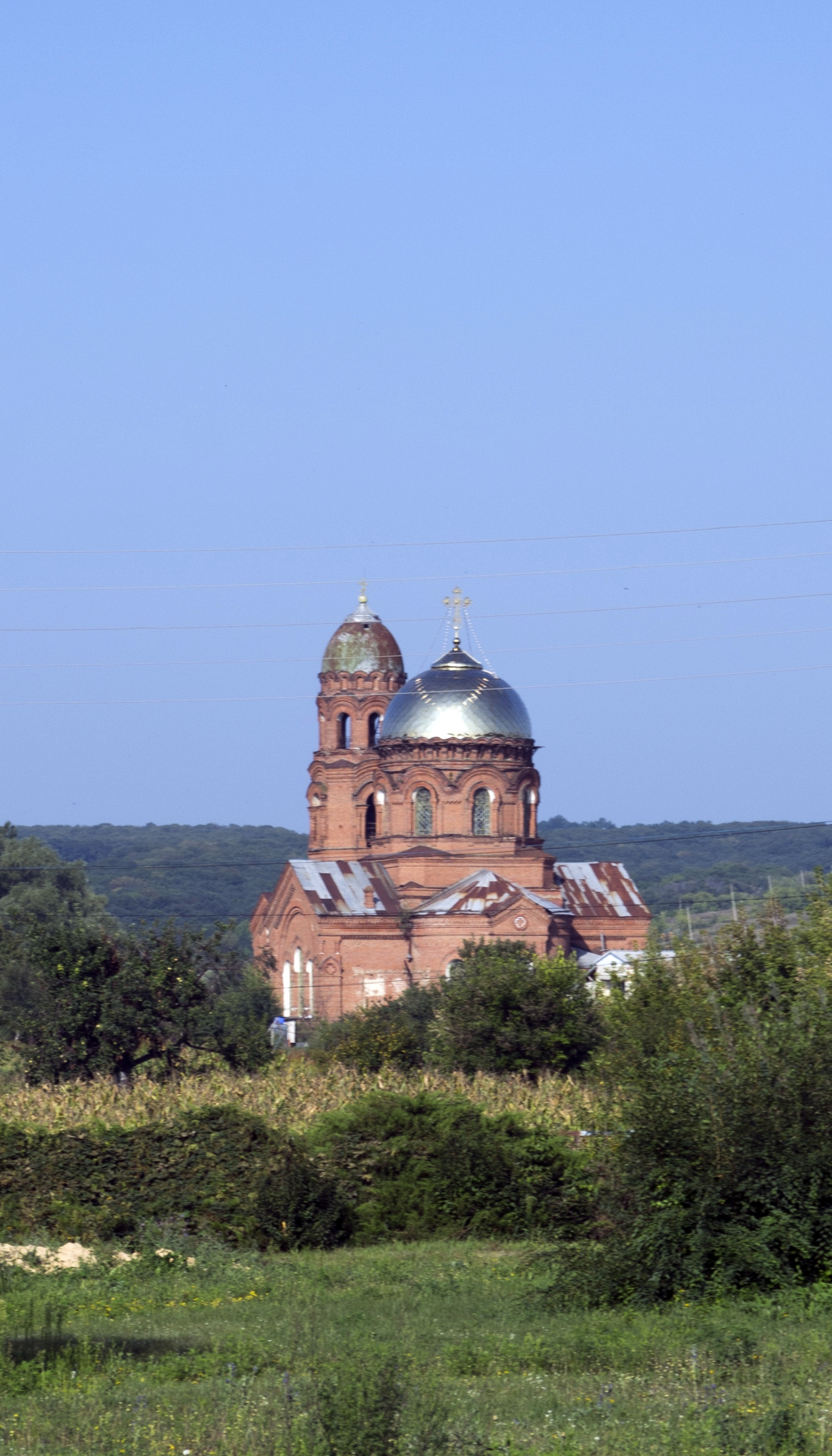
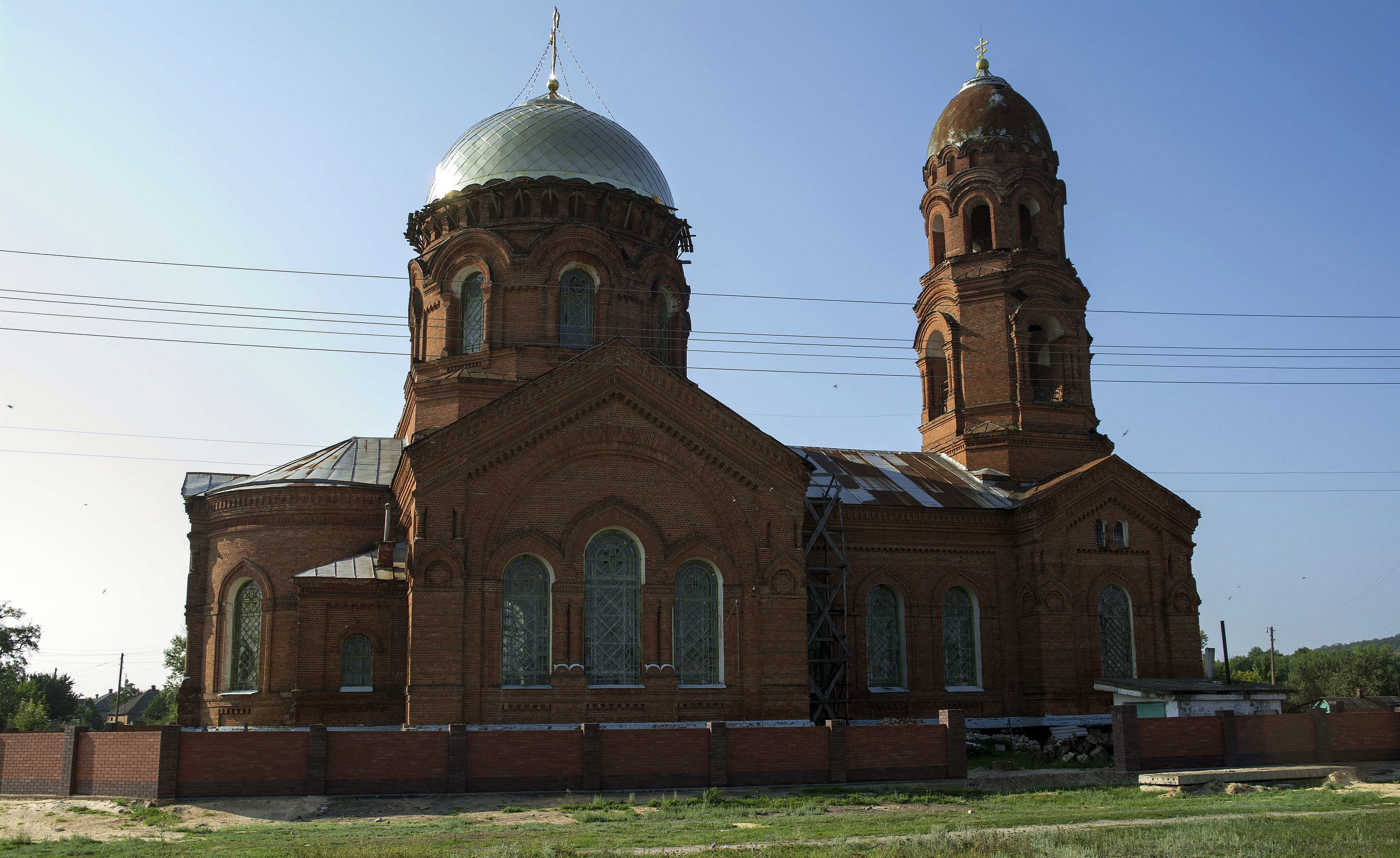
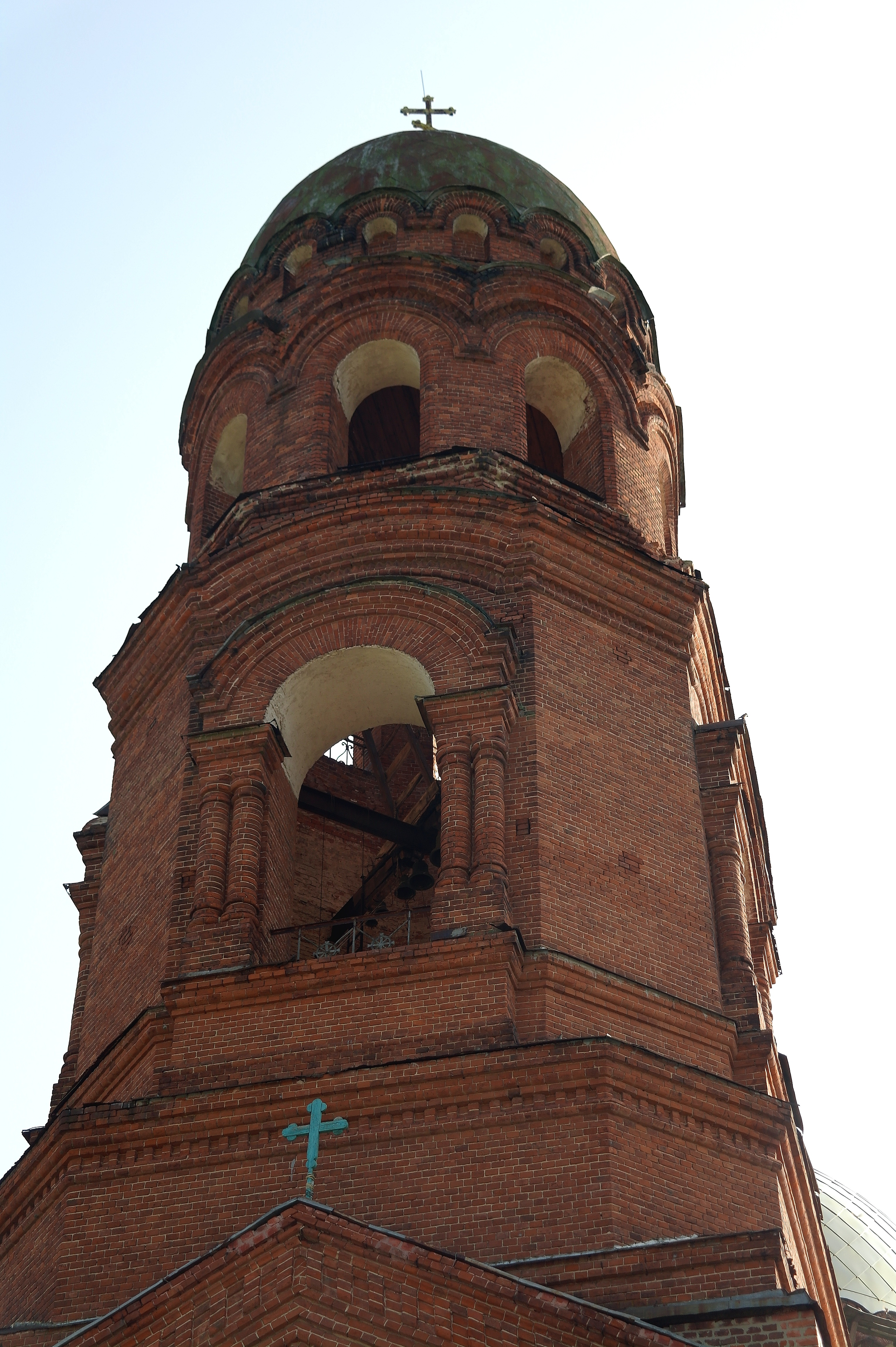
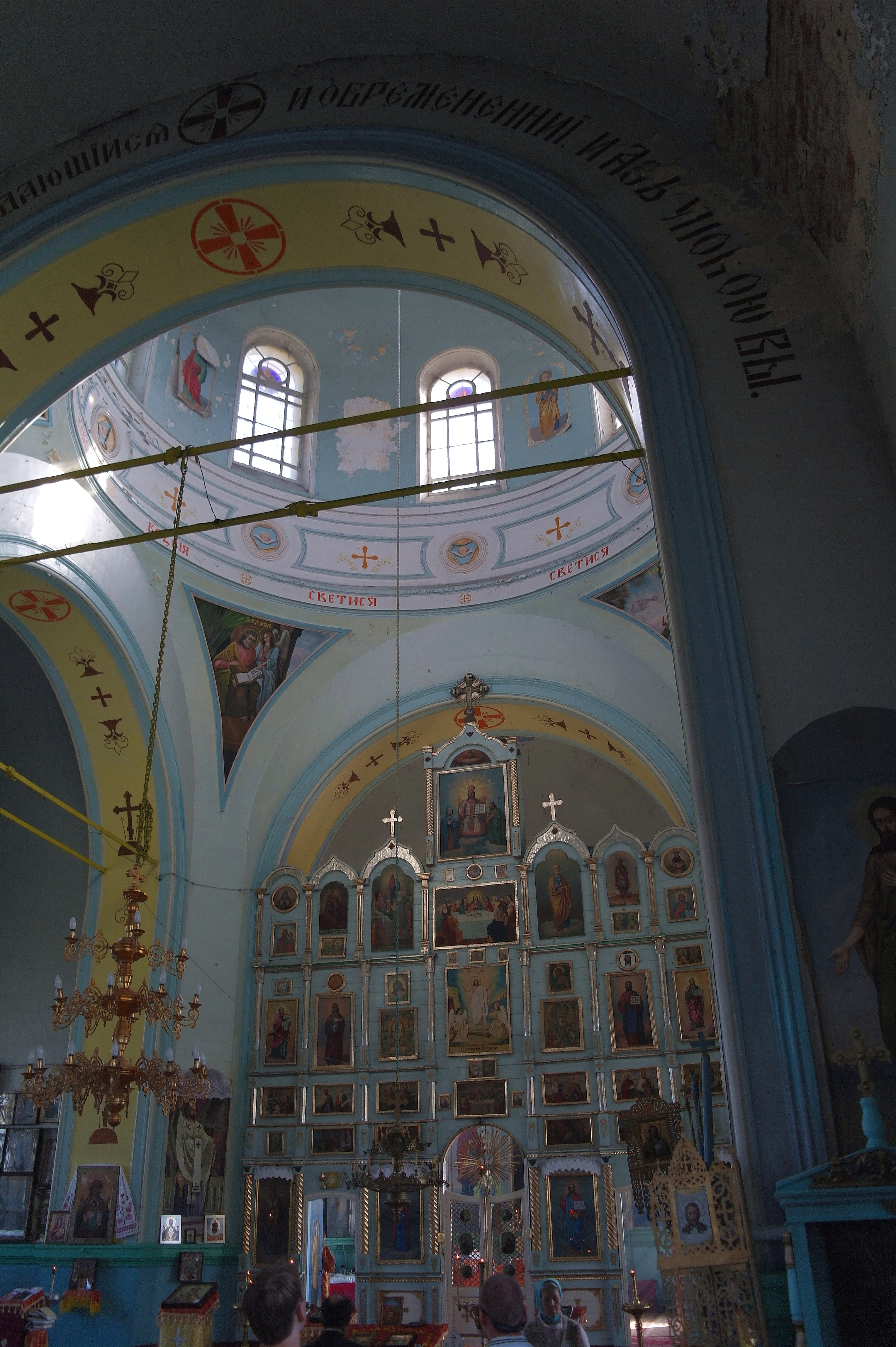
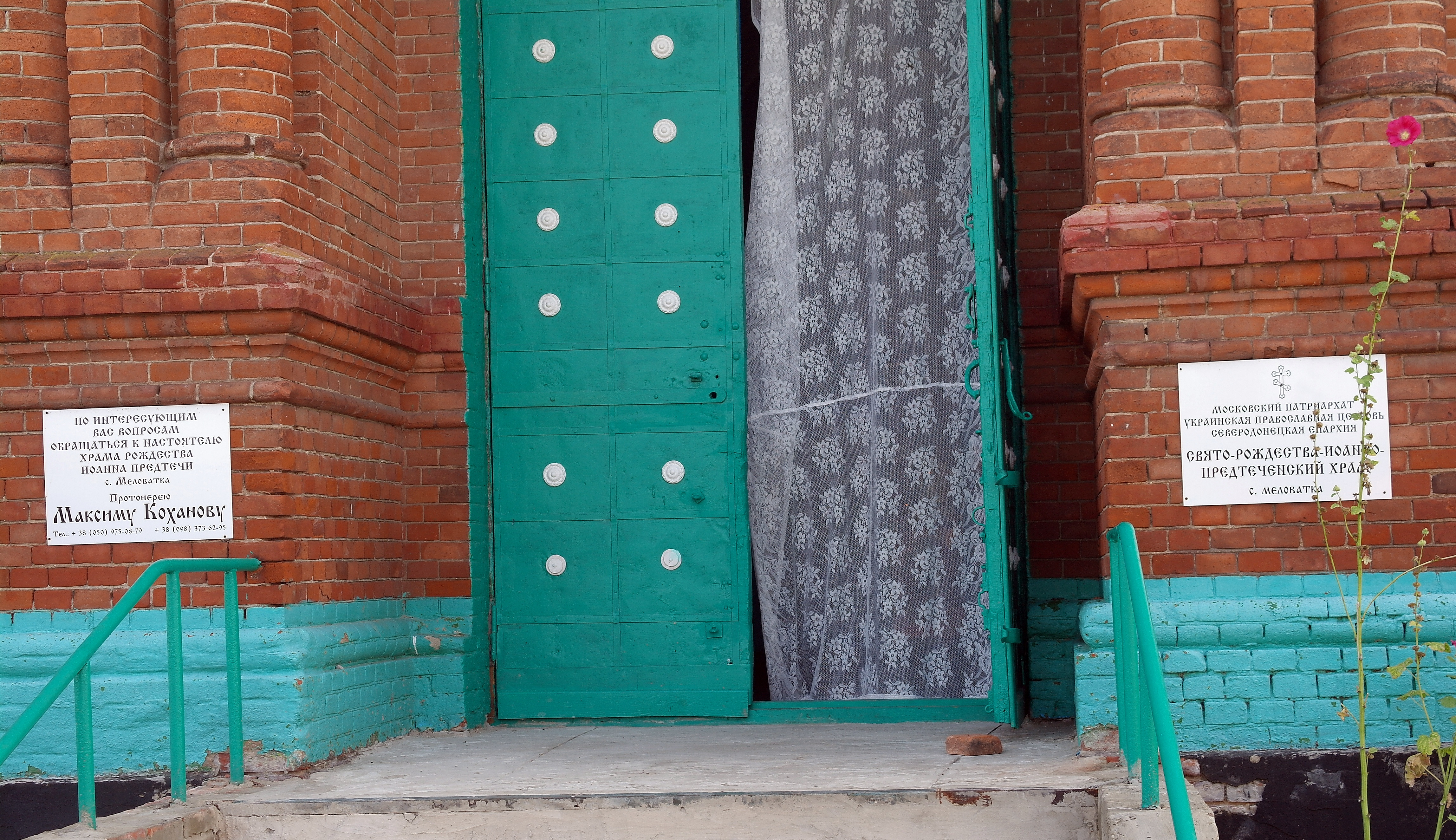
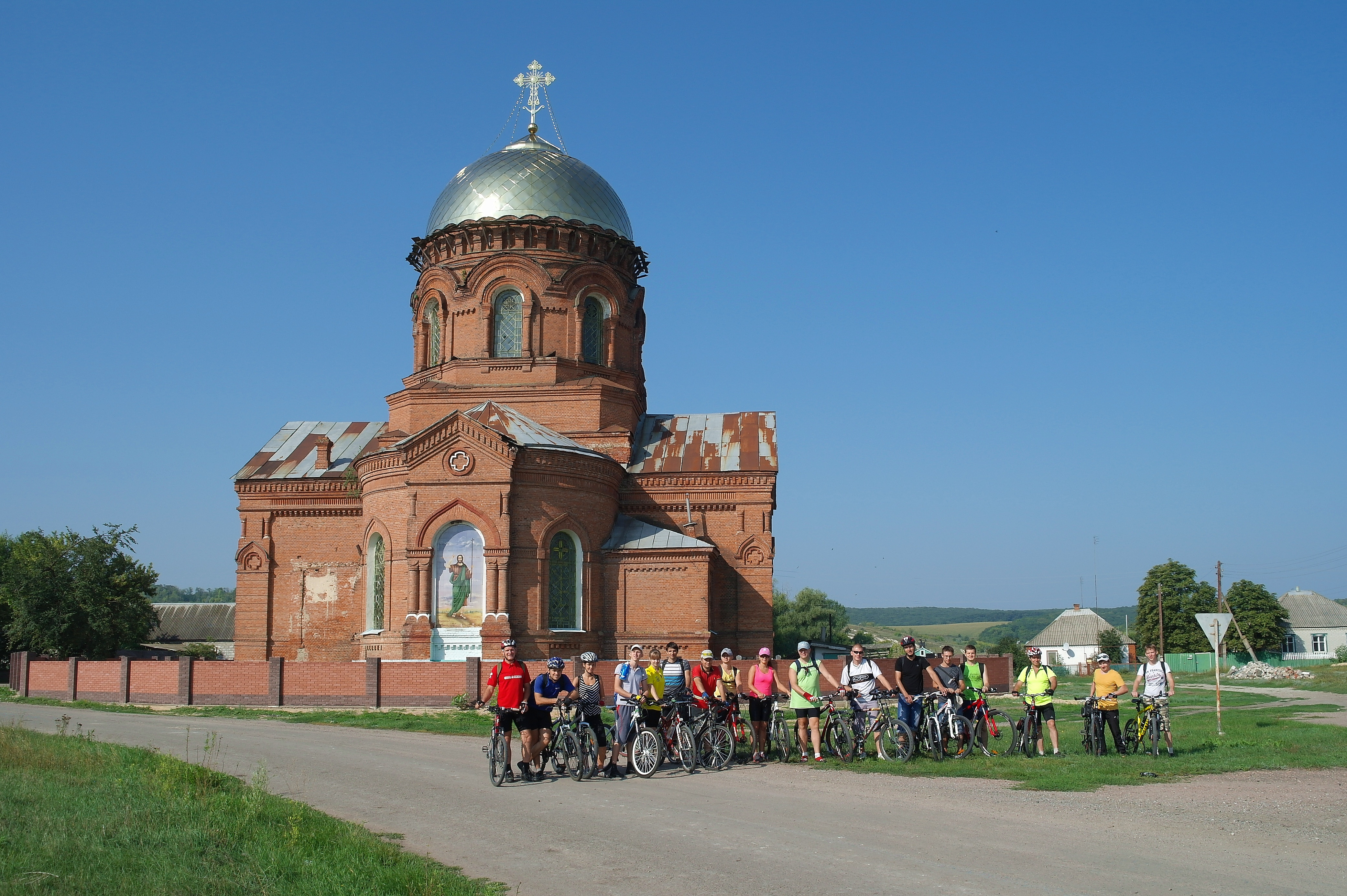

У селі знаходиться храм Різдва Іоанна Предтечі. Будівництво храму почалося 1906 р. З кожного жителя села за бажанням збиралася жертва в 5 копійок (ціна 1 цеглини), у 1913 році храм був освячений.. Проект храму розробив у 1904 році архітектор В.Немкін.
- Історія виникнення селища Мілуватка (PDF). 12019.02.(рос.)
- Данные карт © 2020 АО «Визиком».(рос.)

## Пам'ятки
У селі розташований парк-пам'ятка садово-паркового мистецтва «Мілуватський водолій», а поблизу села — загальнозоологічний заказник місцевого значення «Мілуватський лиман».

## Відомі уродженці
В Мілуватці народився український кінорежисер, сценарист, письменник, колишній голова Національної спілки кінематографістів України, колишній генеральний директор Київської кіностудії імені Олександра Довженка, академік Національної академії мистецтв України, Народний артист УРСР Микола Павлович Мащенко (1929—2013).
Уроженець села М.І. Білоіваненко — Герой Радянського Союзу.

## Цікавий факт
У навколишніх селах Сватівського району мілуватців кличуть «французами». Жодного історичного підґрунтя для цього немає. Існує версія, що прізвисько приросло після якогось фільму кінця 50-х років XX століття, де молодий, стрункий, чорнявий красень Микола Мащенко грав роль іноземця.

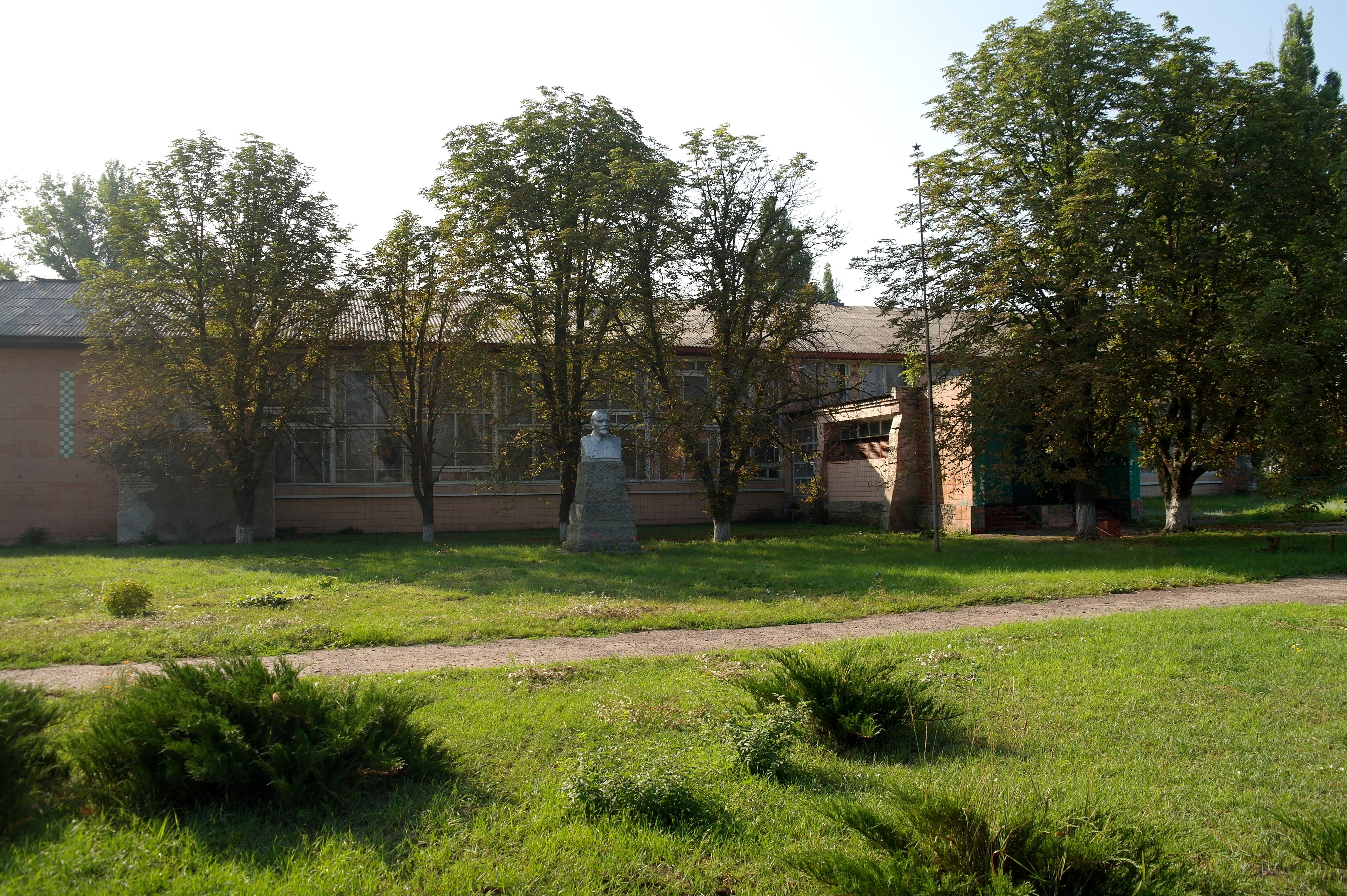
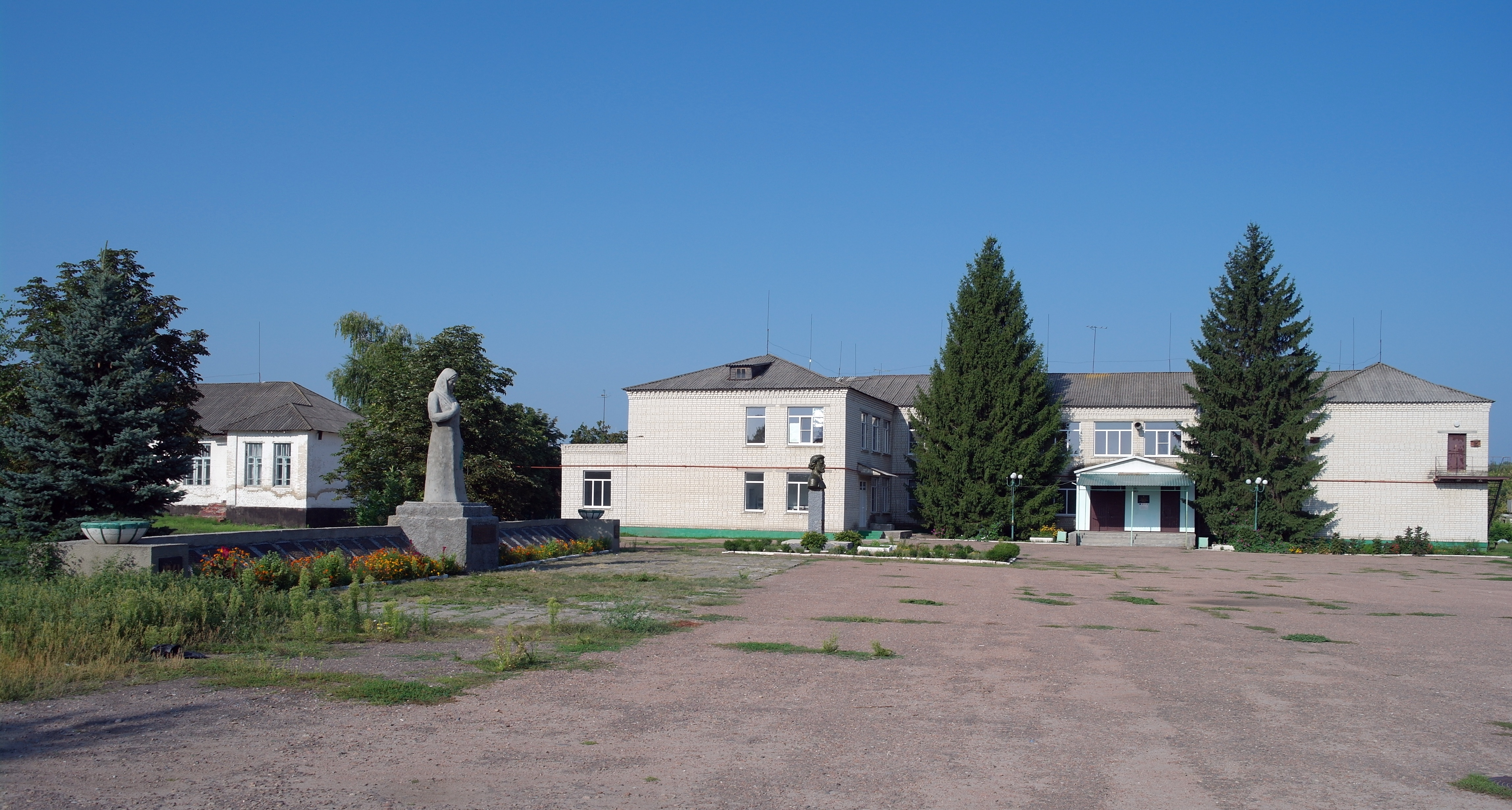
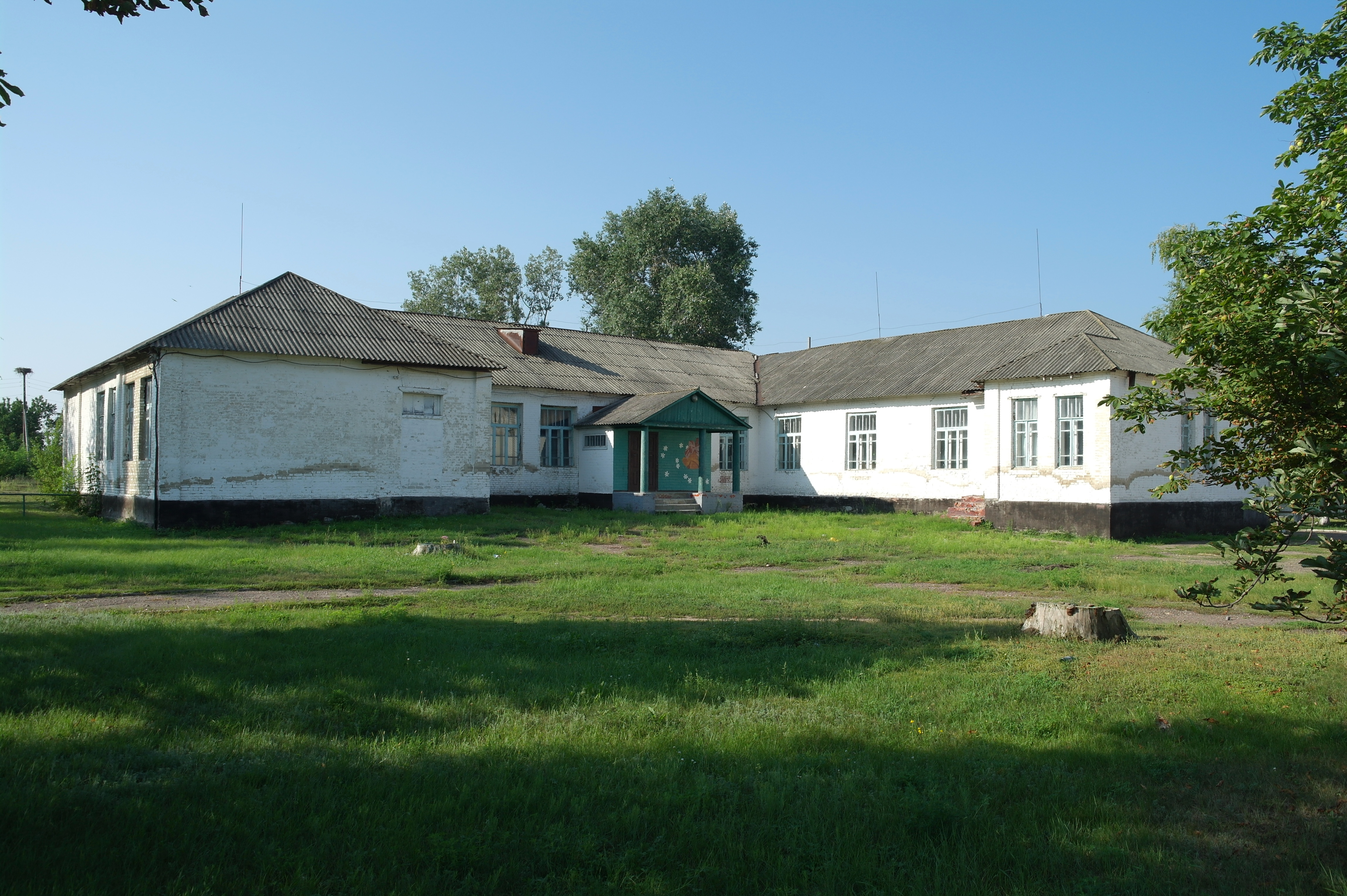
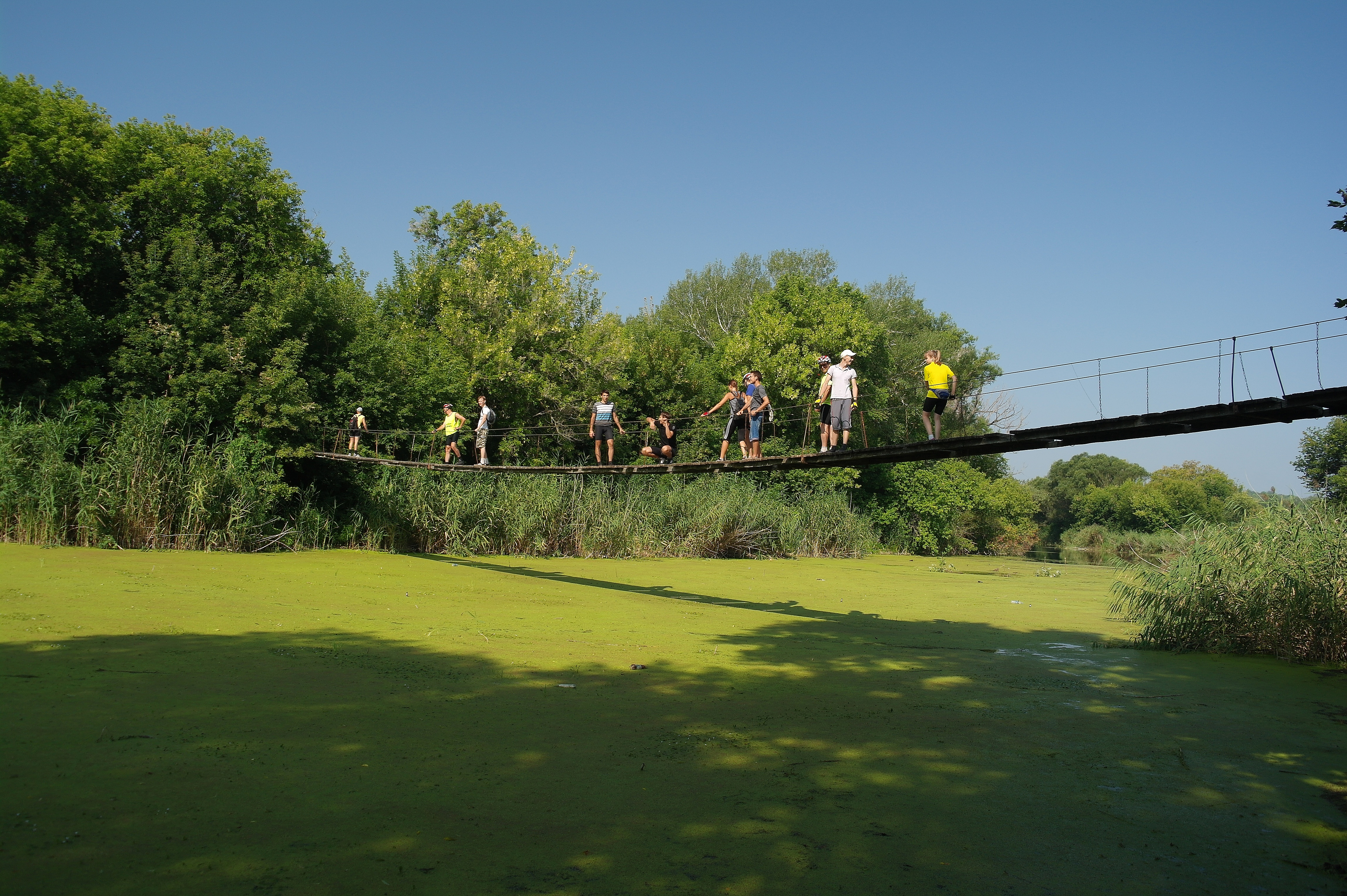